# Judíos partisanos
Los judíos partisanos fueron grupos de tropas irregulares que participaron en el movimiento de resistencia judía contra la Alemania nazi y sus colaboradores durante la Segunda Guerra Mundial. Varios grupos de judíos partisanos operaban a lo largo de toda la Europa ocupada, algunos de los cuales estaban conformados por los huidos de distintos guetos o campos de concentración, mientras que otros, como los partisanos de Bielski, sumaban cientos e incluían a mujeres y niños. Eran más numerosos en la Europa del Este, aunque también existieron grupos en la Francia ocupada y en Bélgica, donde operaron junto con los movimientos de resistencia locales. Muchos combatientes judíos participaron asimismo en diversos movimientos partisanos en otros países ocupados. En total, los judíos partisanos sumaban entre 20 000 a 30 000 individuos.

## Operaciones
Los partisanos entablaron una guerra de guerrillas e instigaron el sabotaje a la ocupación nazi por medio de levantamientos en los guetos judíos y la liberación de prisioneros. Solamente en Lituania, los partisanos mataron aproximadamente a 3000 soldados alemanes. Algunas veces, tenían contactos en el interior de los guetos, campos de concentración, Judenräte y en otros grupos de resistencia, con los cuales compartían inteligencia militar. En la Europa del Este, muchos judíos se unieron a las filas de los partisanos soviéticos: durante toda la guerra, se enfrentaron al antisemitismo y a la discriminación por parte de los soviéticos y algunos judíos partisanos fueron asesinados, pero con el tiempo, muchos de los grupos partisanos judíos fueron absorbidos en la estructura de mando del movimiento partisano mucho más amplio de la Unión Soviética.

## Suministros
Los partisanos judíos tuvieron que superar grandes dificultades para adquirir armas, alimentos, cobijo y evadir la captura. Normalmente vivían en refugios subterráneos denominados zemlyankas (en ruso, землянка) y en campos ubicados en los bosques. Las represalias nazis eran brutales, pues aplicaban castigos colectivos contra aquellos que los apoyaban y contra los guetos de donde habían escapado los partisanos. A menudo efectuaron "acciones antipartisanas" como una excusa para exterminar a judíos. En algunas áreas, los partisanos fueron ayudados por los pobladores locales, pero debido a la generalización de antisemitismo y al temor a las represalias, los partisanos judíos solían actuar por su cuenta.
Los partisanos operaban bajo una constante amenaza de inanición. Para poder sobrevivir, los judíos tuvieron que dejar de lado las restricciones dietéticas tradicionales. Si bien los campesinos amigables les proveían de alimentos, en algunos casos robaban comida de las tiendas granjas o saqueaban los escondites destinados para los soldados alemanes. A medida que la guerra avanzaba, el gobierno soviético lanzaba de vez en cuando municiones desde el aire, dinero falsificado y suministros de alimentos a los grupos partisanos que sabía que eran del mismo bando.
Aquellos que lograron huir de los guetos y de los campos de concentración, no tenían nada más que la ropa puesta que se convertía a menudo en harapos por el desgaste constante. La ropa y los zapatos escaseaban. Los uniformes alemanes se convirtieron en preciados trofeos: abrigaban y servían de disfraces para futuras misiones. Los que resultaban heridos o mutilados o caían enfermos, no llegaban a sobrevivir por la falta de asistencia médica o suministros. La mayoría de los grupos partisanos no contaba con un médico y trataban ellos mismos a los heridos, acudiendo a médicos de los poblados solo como un último recurso.
Los bosques también ocultaban los campamentos familiares donde se refugiaban los judíos que habían escapado de los campos de concentración o guetos, muchos de los cuales eran demasiado jóvenes o demasiado viejos para luchar y esperaban el fin de la guerra. Si bien algunos grupos partisanos ponían como condición para ingresar a sus filas cierta preparación para combatir y armas, muchos no combatientes encontraron refugio con los grupos combatientes judíos y sus aliados. Estas personas y sus familias contribuyeron al bienestar del grupo al trabajar como artesanos, cocineros, costureras y médicos.

## Grupos partisanos notables

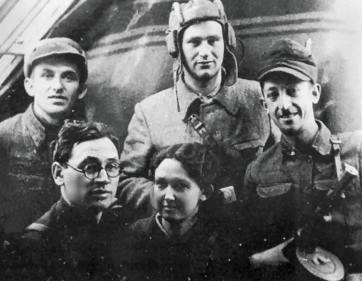
Bielorussia, 1943. Un grupo partisano judío de la Brigada Chkalov..

Algunos de los grupos partisanos judíos más conocidos fueron los partisanos de Bielski, quienes operaron un gran "campo familiar" en Bielorrusia (sumaban más de 1200 para el verano de 1944), y la Organización de Partisanos Unidos (FPO) que intentó iniciar una sublevación en el gueto de Vilna en Lituania y, más tarde, realizaron operaciones de sabotaje y guerrilla. Treinta y dos judíos procedentes del Mandato Británico de Palestina fueron entrenados por los británicos y se lanzaron en paracaídas tras las líneas enemigas para llevar a cabo actividades de resistencia.

## Algunos partisanos judíos notables
- Simone Schloss, activista y miembro de la Resistencia francesa, ejecutada en 1942.
- Tuvia Bielski, jefe de los partisanos judíos polacos en los bosques de Bielorrusia desde 1943 hasta el fin de la guerra.
- Haviva Reik, miembro de las fuerzas palestinas que ayudaron a los judíos de Eslovaquia en 1944.
- Moša Pijade, miembro del movimiento de partisanos yugoslavos que expulsó a los alemanes de los Balcanes. Ocupó diversos altos cargos en el gobierno de la Yugoslavia socialista.
- Sonia Orbuch, miembro del movimiento de partisanos soviéticos, después de la guerra emigró a los Estados Unidos donde se dedicó a dar charlas y conferencias sobre sus experiencias en la guerra.